# 烏帽子岳 (赤石山脈)
烏帽子岳（えぼしだけ）は長野県下伊那郡大鹿村と静岡県静岡市葵区の境界に位置する赤石山脈（南アルプス）の標高2,726 mの山である。

## 概要
南アルプス国立公園内の塩見岳と荒川岳との間にあり、三伏峠の東に位置する。赤石山脈の主稜線上では、比較的里に近く、鳥倉林道を利用すると、日帰り登山も可能である。山頂からは塩見岳が間近に望め、富士山、北アルプス、中央アルプスなども望むことができる。三伏峠との間には高山植物の群生地がある。

## 登山

### 登山ルート
登山道は、塩川土場または鳥倉林道から三伏峠を経て小河内岳まで往復するルートが一般的である。また、塩見岳から烏帽子岳を経由して荒川岳(前岳)へ向かう南アルプスの縦走路上にある。
- 塩川ルート　塩川小屋 - 尾根取付点 - 豊口山（鳥倉林道）分岐 - 三伏峠（三伏峠小屋） - 烏帽子岳
- 鳥倉林道ルート　鳥倉林道 - 林道ゲート - 尾根取付（夏期臨時バス停） - 塩川ルート分岐 - 三伏峠（三伏峠小屋） - 烏帽子岳
- 南アルプス縦走路　- 塩見岳 - 塩見小屋 - 本谷山 - 三伏山 - 烏帽子岳 - 前小河内岳 - 小河内岳 - 大日影山 - 板屋岳 - 高山裏避難小屋 - 荒川岳 -

### 周辺の山小屋

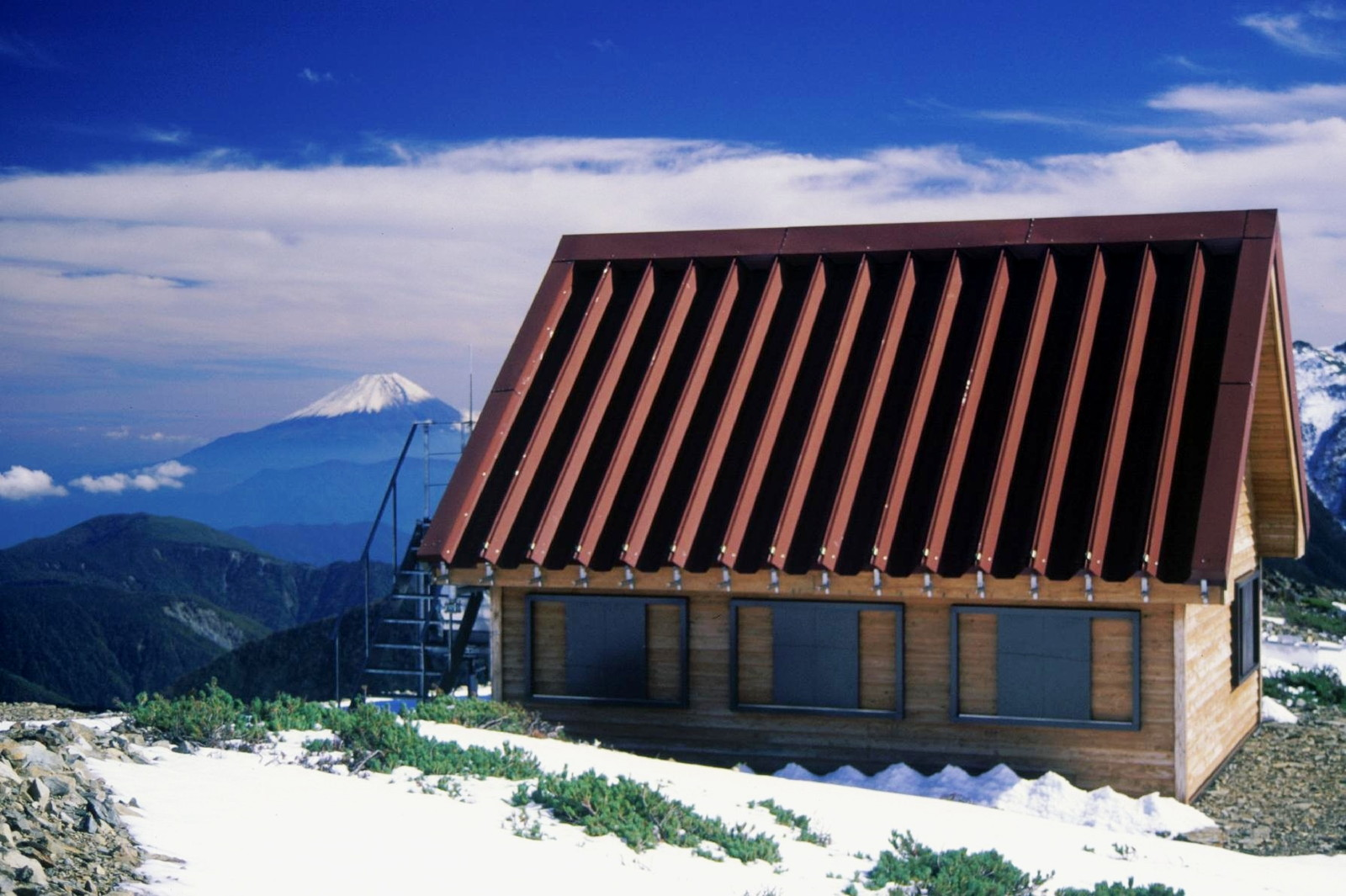
小河内岳避難小屋と富士山

登山口や稜線上には、山小屋とキャンプ指定地がある。登山シーズン中の一部の期間に有人の営業を行っている。最寄りの山小屋は山頂の西1.1kmにある三伏峠小屋である。南アルプス国立公園内であり、南アルプス市北沢駒仙小屋と仙水小屋のキャンプ指定地を除き、全山幕営禁止となっている。三伏小屋が三伏峠から北東約1kmの三伏沢にあったが、2003年度からし尿処理問題のため閉鎖となった。同様に、三伏沢のキャンプ指定地も閉鎖となっている。
| 名称             | 所在地             | 標高 (m) | 烏帽子岳からの 方角と距離(km) | 収容 人数 | キャンプ 指定地 | 備考     |
| ---------------- | ------------------ | -------- | ----------------------------- | --------- | --------------- | -------- |
| 塩川小屋         | 塩川右岸           | 1,400    | 北西 4.6                      | 36        | テント20張      |          |
| 塩見小屋         | 塩見岳北西         | 2,760    | 北東 3.4                      | 40        |                 | 水場15分 |
| 三伏峠小屋       | 三伏峠             | 2,615    | 西 1.1                        | 25        | テント25張      | [ 4 ]    |
| 小河内岳避難小屋 | 小河内岳山頂直下東 | 2,780    | 南 1.8                        | 10        |                 | 水場なし |

### 登山道で見られる動植物
山頂付近は森林限界で北斜面はハイマツに覆われていて、ライチョウが生息している。山腹にはニホンカモシカが生息している。三伏峠の東の登山道の周辺では、サンカヨウ、シナノキンバイ、クモイコザクラ、ショウジョウバカマ、ツマトリソウ、ハクサンイチゲ、ハクサンチドリ などの多くの高山植物が見られる。

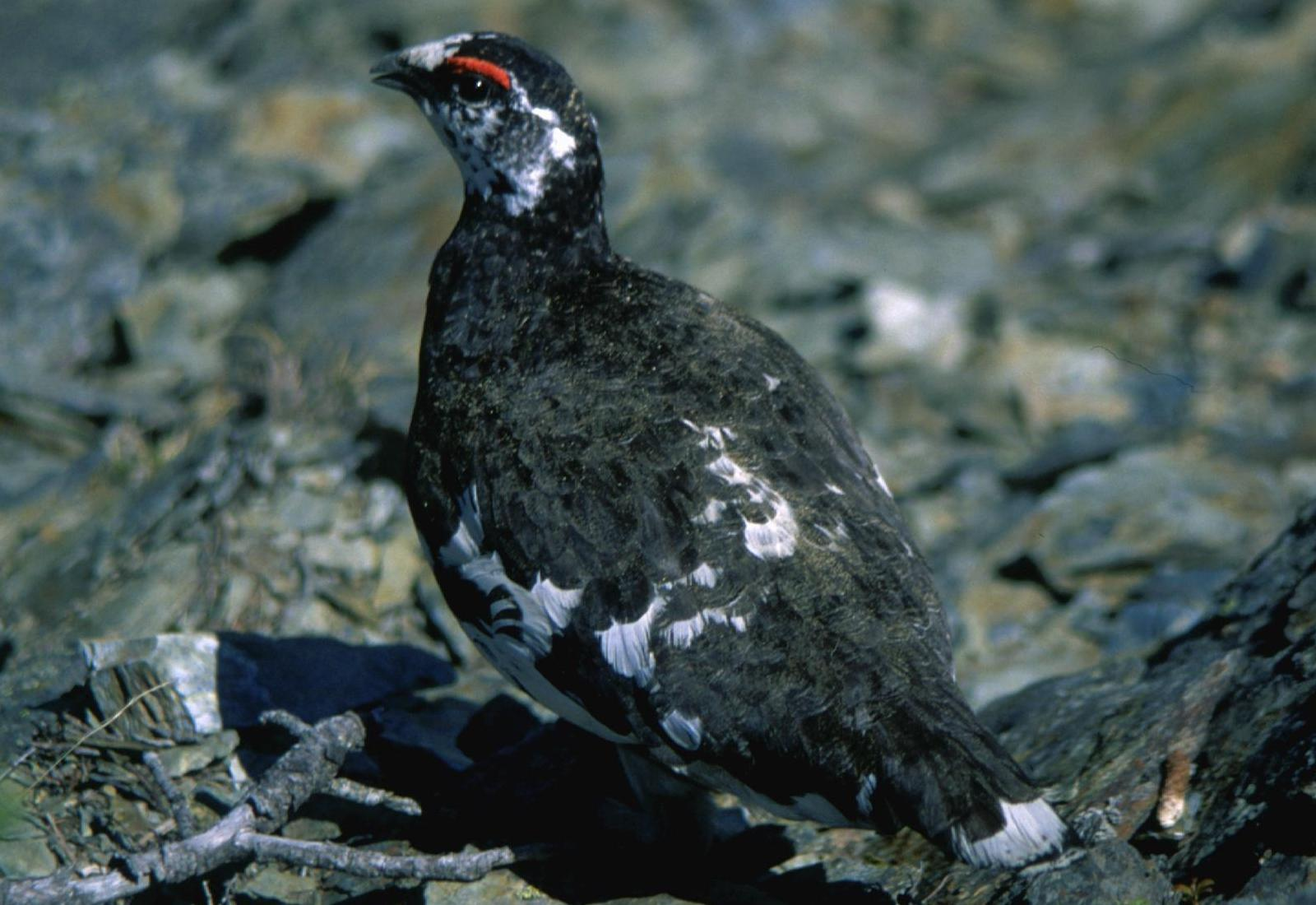
ライチョウ（夏羽のオス）
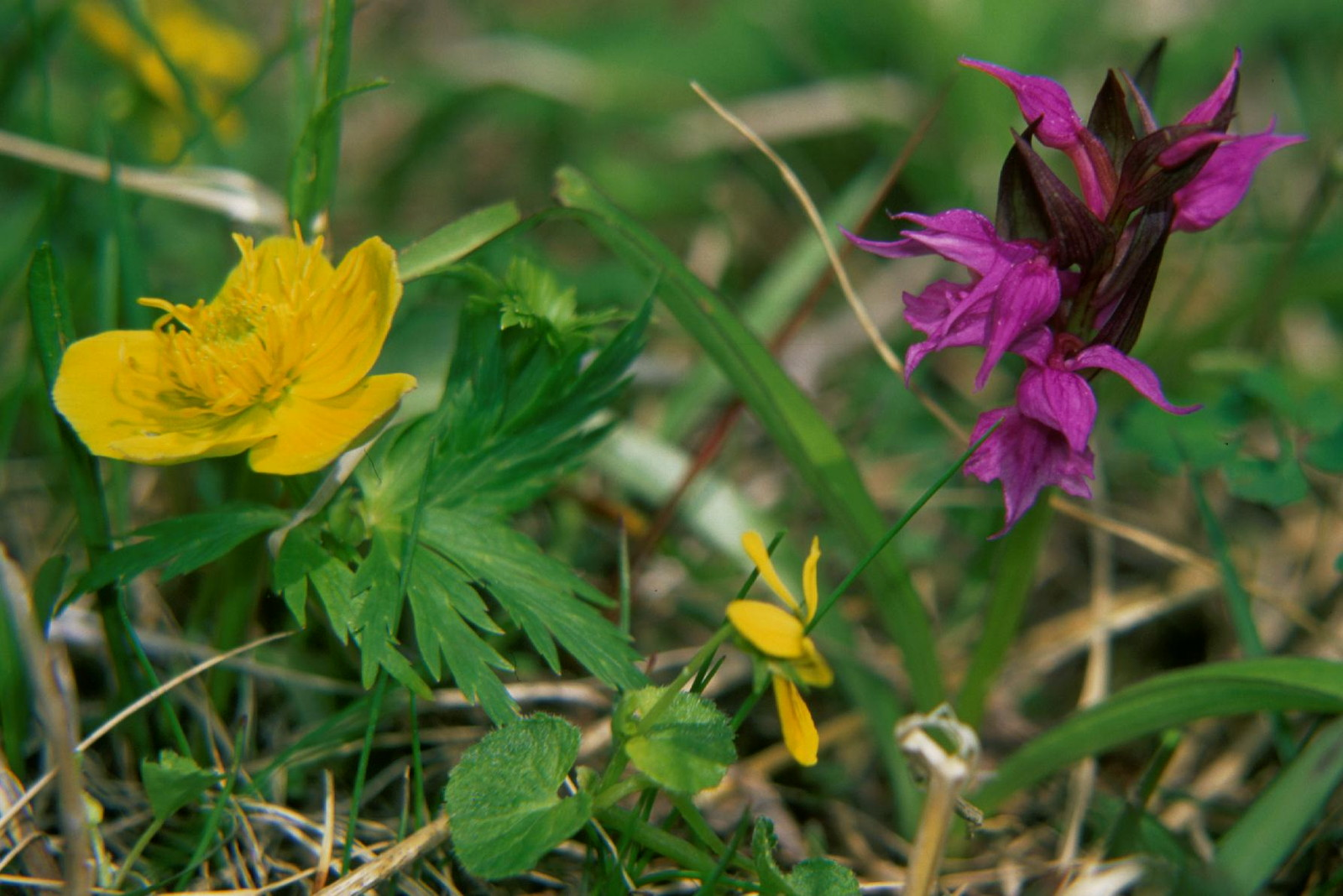
高山植物のシナノキンバイとハクサンチドリ
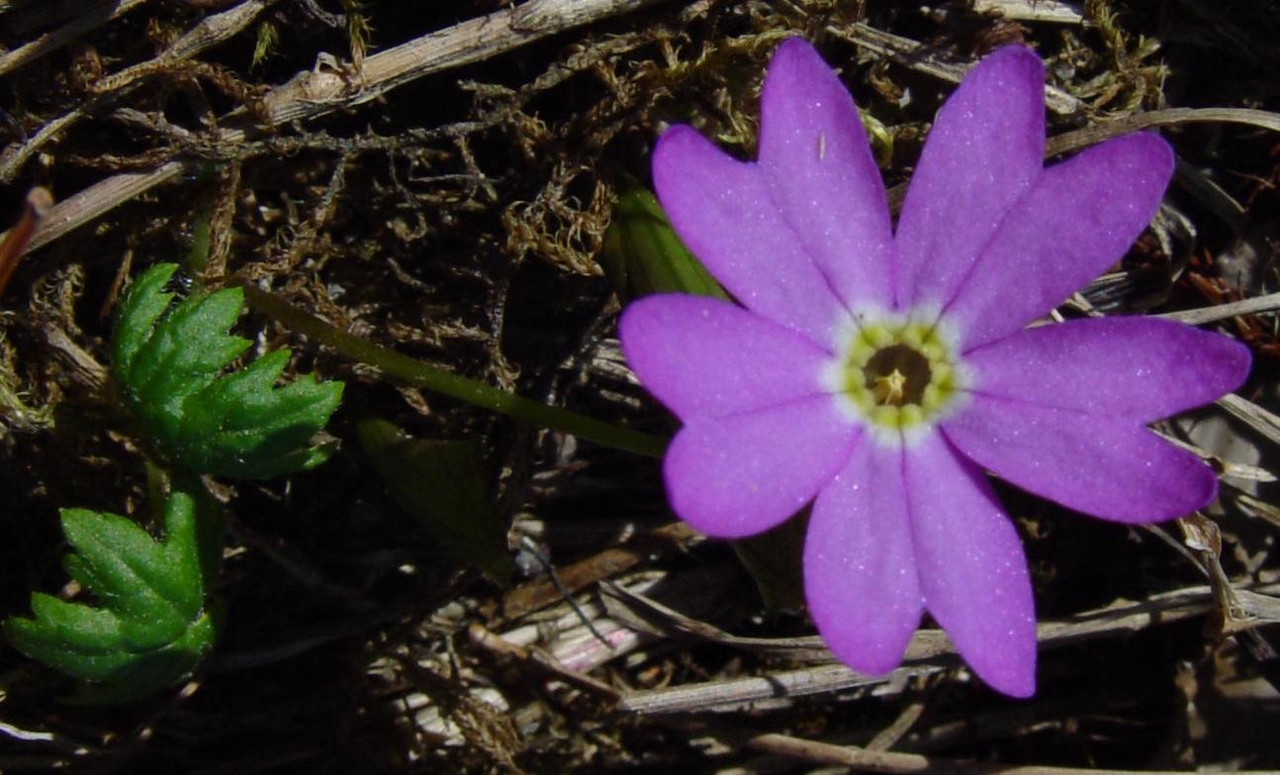
クモイコザクラ

## 地理

### 周辺の山

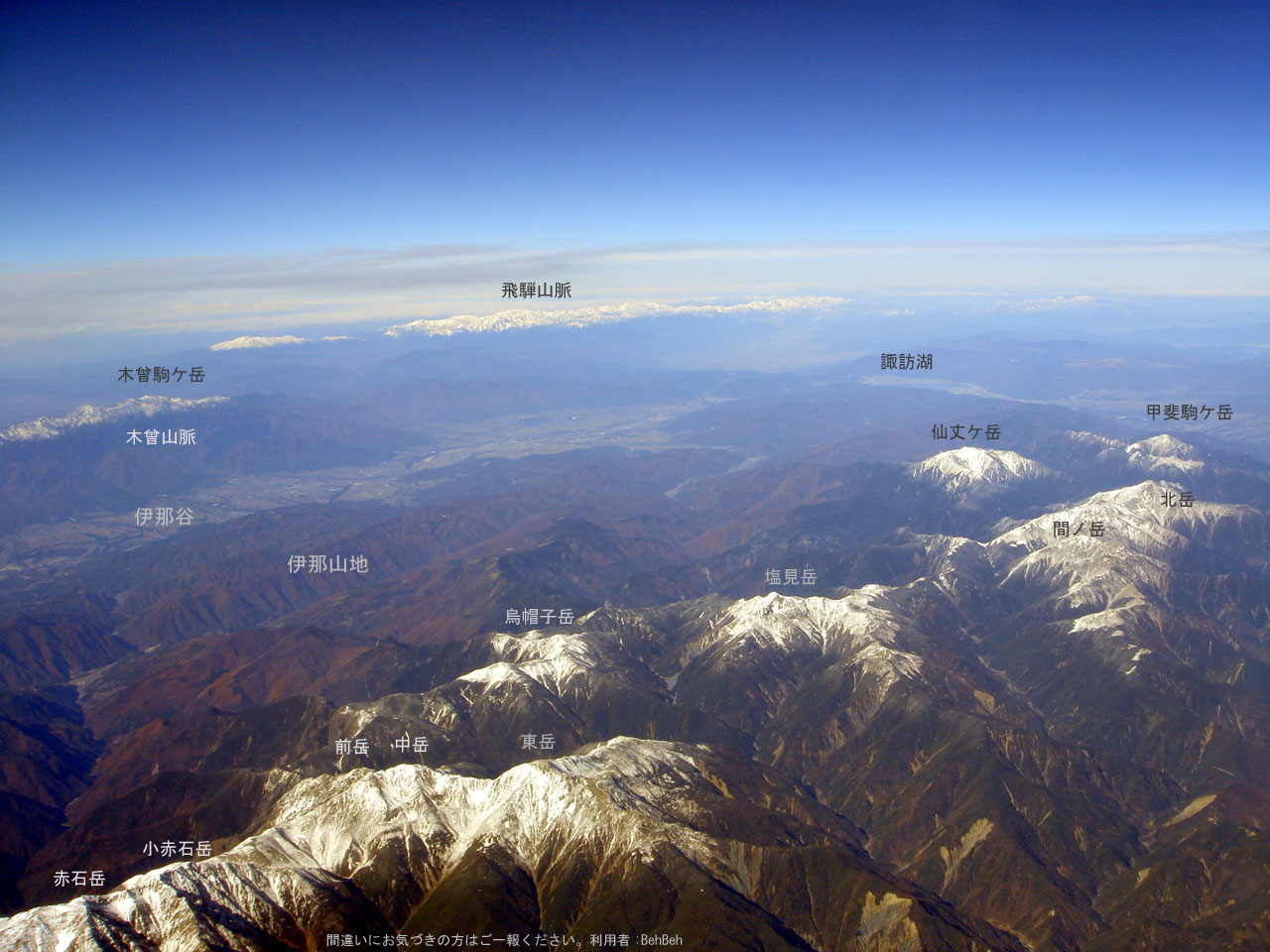
烏帽子岳周辺の山（南方上空より）

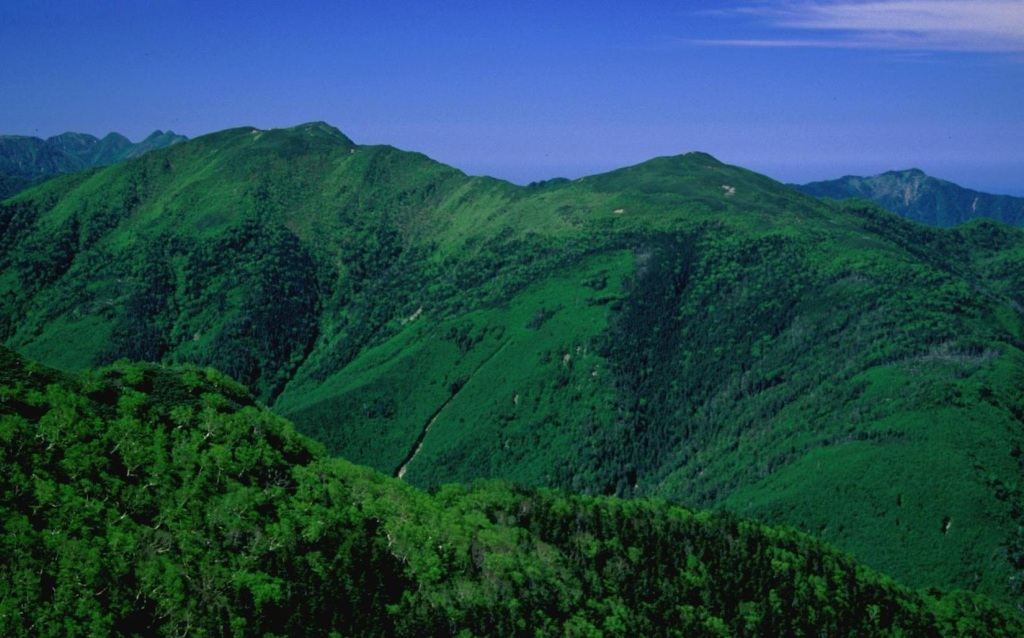
烏帽子岳周辺の山（塩見岳より）

赤石山脈の主稜線上にある。稜線の南側急斜面では崩落・風化が進んでいる。本谷山と三伏峠に間には三伏山がある。
| 山容 | 山名     | 標高 (m) | 三角点等級 基準点名 | 烏帽子岳からの 方角と距離(km) | 備考                          |
| ---- | -------- | -------- | ------------------- | ----------------------------- | ----------------------------- |
|      | 蝙蝠岳   | 2,864.69 | 三等 「中俣」       | 東 4.9                        |                               |
|      | 塩見岳   | 3,046.86 | 二等 「塩見山」     | 北東 3.5                      | 日本百名山                    |
|      | 本谷山   | 2,567.9  | 三等 「黒川」       | 北 1.9                        |                               |
|      | 烏帽子岳 | 2,726    |                     | 0                             | 日本の山一覧 (高さ順)・第86位 |
|      | 小河内岳 | 2,801.56 | 二等 「小河内」     | 南 1.8                        | 小河内岳避難小屋              |
|      | 荒川岳   | 3,141    |                     | 南東 6.4                      | 日本百名山 悪沢岳             |

### 源流の河川
源流となる以下の河川は、太平洋へ流れる。
- 三伏沢、西池ノ沢　（大井川の支流）
- 小河内川　（天竜川水系の小渋川の支流）

### 交通・アクセス
- 最寄りの駅はJR東海飯田線の伊那大島駅である。
- 最寄りのインターチェンジは、中央自動車道松川インターチェンジである。
- 伊那大島駅から登山口までの、伊那市の観光・登山用のバスが運行されている[8]。

## 烏帽子岳からの展望
山頂は見晴らしが良く、中央アルプス、富士山、塩見岳、小河内岳、荒川岳などの南アルプスの山々が望める。

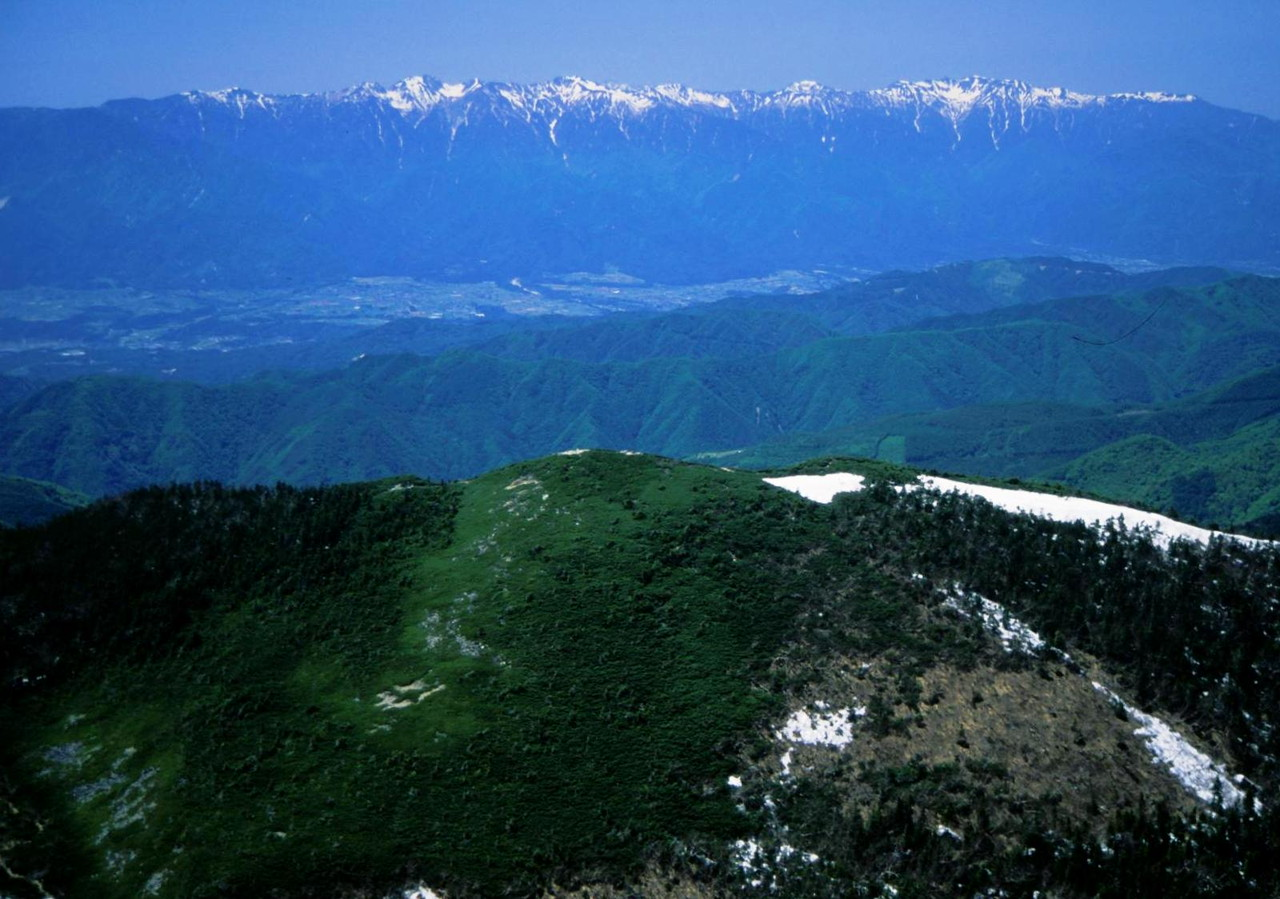
木曽山脈と伊那谷
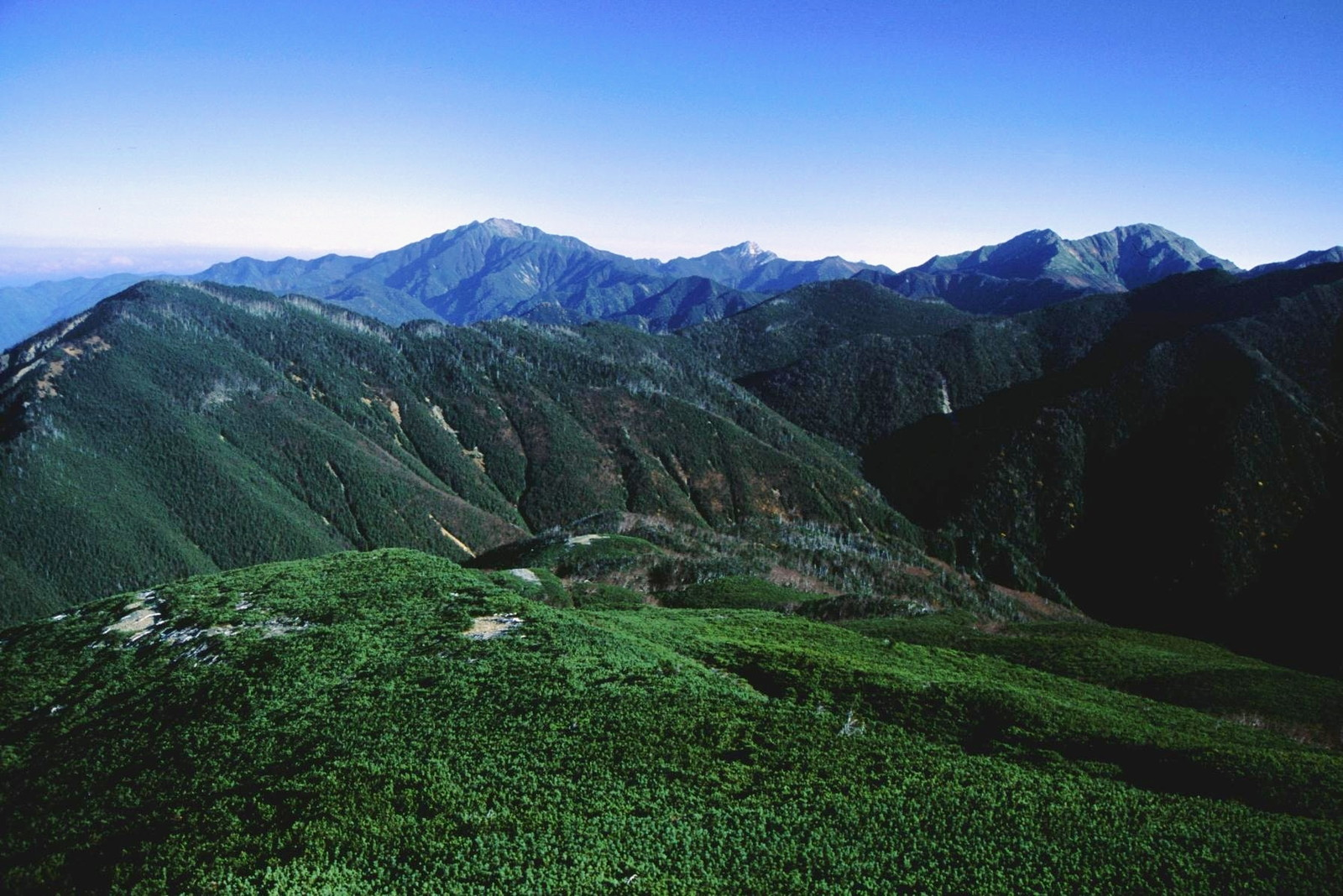
仙丈ヶ岳と間ノ岳
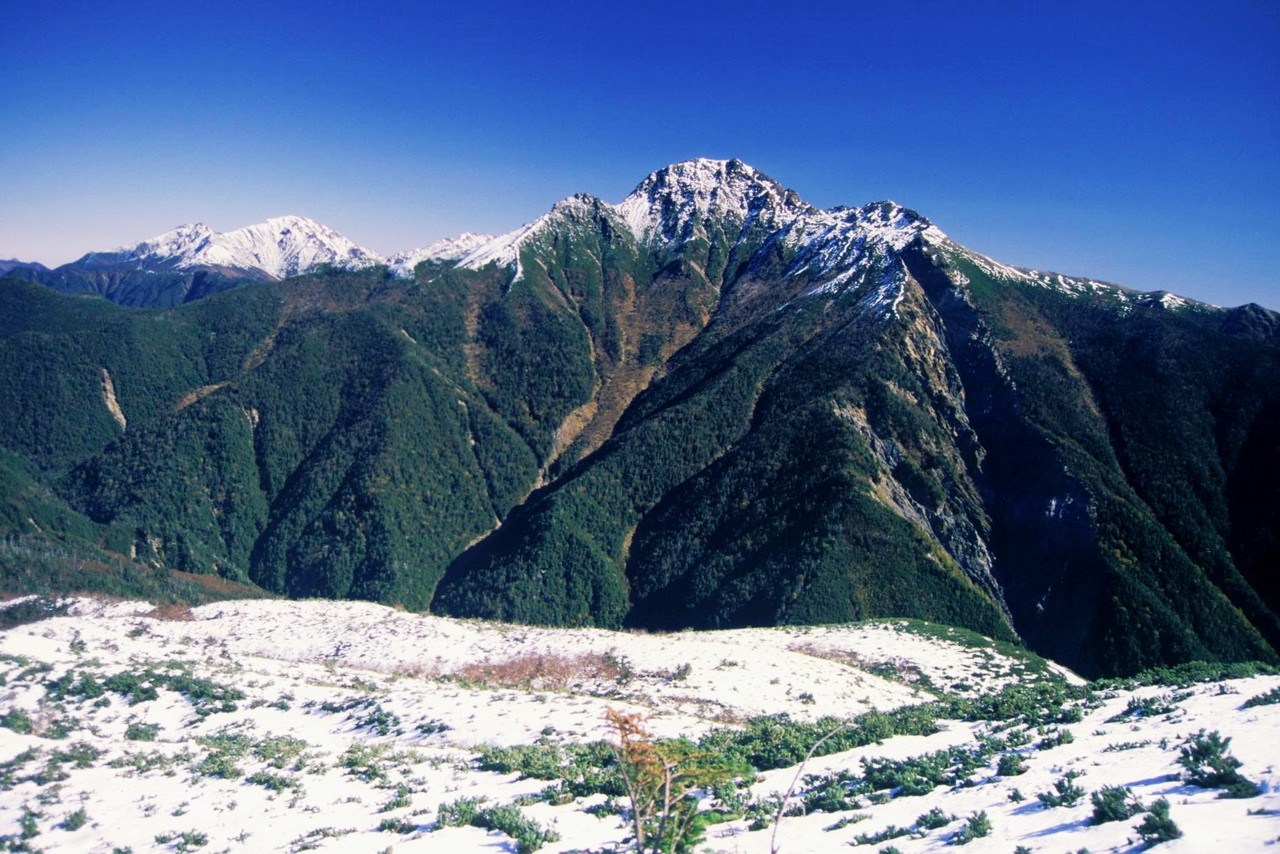
塩見岳
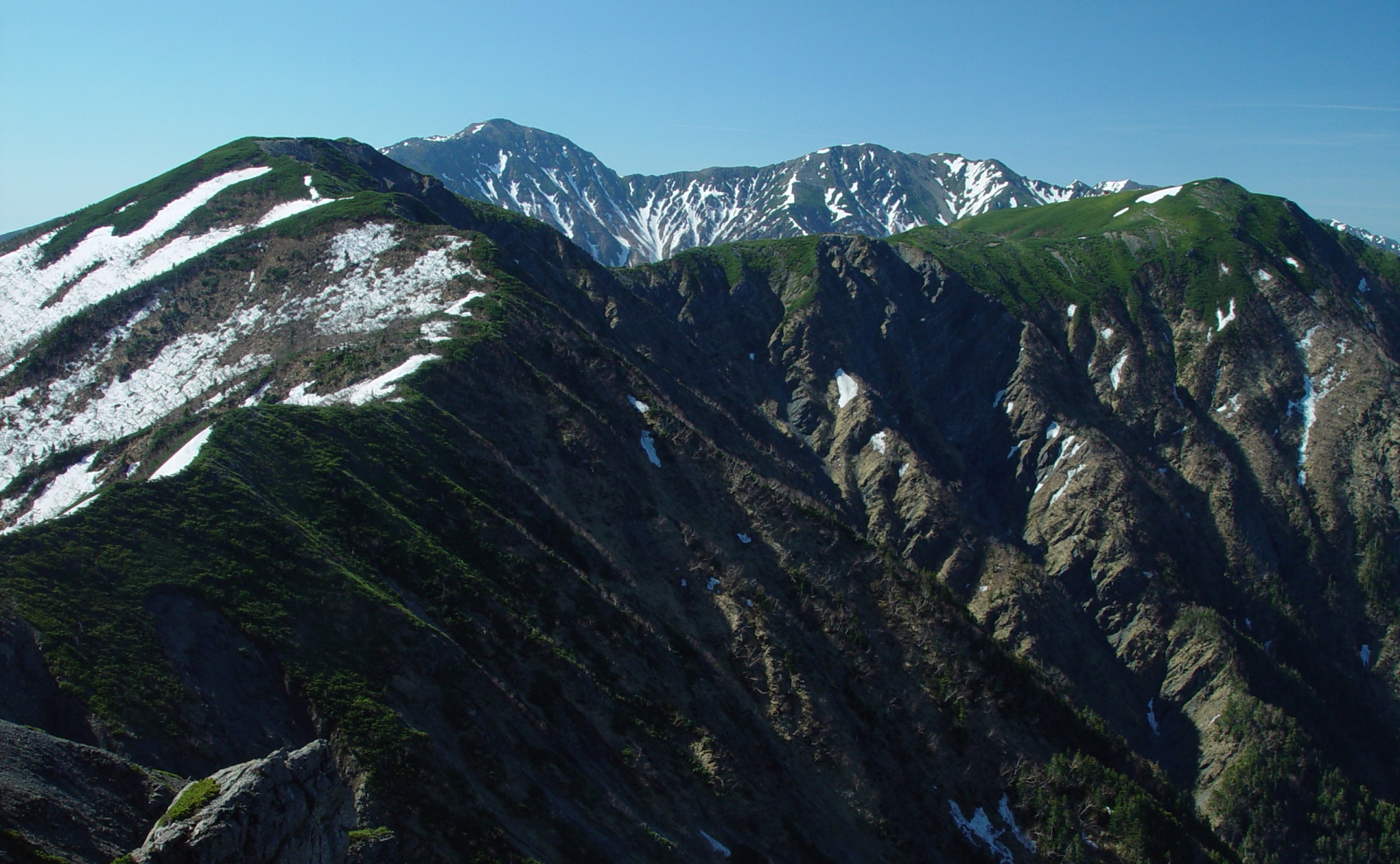
小河内岳と荒川岳

## 関連図書
- 山下春樹『赤石・聖・荒川三山を歩く』山と溪谷社〈フルカラー特選ガイド〉、1988年7月。ISBN 4635171213。
- 『アルペンガイド10 南アルプス』山と溪谷社〈ヤマケイ・アルペンガイド〉、2009年6月。ISBN 9784635013581。
- 『改訂版 長野県の山』山と溪谷社〈新・分県登山ガイド・改訂版〉、2010年1月、146-149頁。ISBN 9784635023658。